# Oxymetopon typus
Oxymetopon typus is een straalvinnige vissensoort uit de familie van torpedogrondels (Ptereleotridae). De wetenschappelijke naam van de soort is voor het eerst geldig gepubliceerd in 1861 door Bleeker.